# Coupe du monde féminine de cyclisme sur route 2001
Navigation
Coupe du monde 2000 Coupe du monde 2002
La Coupe du monde de cyclisme sur route féminine 2001 est la 4e édition de la Coupe du monde de cyclisme sur route féminine. Cette édition a eu lieu entre le 10 mars et le 16 septembre.
C'est la coureuse australienne Anna Millward qui remporte le classement final pour la deuxième fois après l'édition 1999.

## Courses
| # | Date         | Course                               | Vainqueur         | Équipe              | Leader de la coupe du monde |
| - | ------------ | ------------------------------------ | ----------------- | ------------------- | --------------------------- |
| 1 | 10 mars      | Canberra World Cup                   | Anna Millward     | Saturn Cycling Team | Anna Millward               |
| 2 | 18 mars      | Hamilton City World Cup              | Anna Millward     | Saturn Cycling Team | Anna Millward               |
| 3 | 24 mars      | Primavera Rosa                       | Susanne Ljungskog | Vlaanderen          | Anna Millward               |
| 4 | 18 avril     | Flèche wallonne                      | Fabiana Luperini  | Edil Savino         | Anna Millward               |
| 5 | 3 juin       | Coupe du Monde de Montréal           | Geneviève Jeanson | Rona                | Anna Millward               |
| 6 | 10 juin      | Liberty Classic                      | Petra Rossner     | Saturn Cycling Team | Anna Millward               |
| 7 | 3 août       | Trophée International                | Olga Slyusareva   | Carpe Diem-Itera    | Anna Millward               |
| 8 | 8 septembre  | Grand Prix Suisse                    | Susanne Ljungskog | Vlaanderen          | Anna Millward               |
| 9 | 15 septembre | Lowland International Rotterdam Tour | Judith Arndt      | Red Bull Frankfurt  | Anna Millward               |

## Classement final
| #  | Cycliste            | Équipe                    | 1  | 2  | 3  | 4  | 5  | 6  | 7  | 8  | 9  | Total |
| -- | ------------------- | ------------------------- | -- | -- | -- | -- | -- | -- | -- | -- | -- | ----- |
| 1  | Anna Millward       | Saturn Cycling Team       | 75 | 75 | -  | 50 | 18 | 50 | 35 | 21 | 0  | 324   |
| 2  | Mirjam Melchers     | Acca Due O-Lorena Camicie | 50 | 50 | 50 | 15 | 30 | 27 | 30 | 15 | 18 | 285   |
| 3  | Susanne Ljungskog   | Vlaanden - T Interim      | -  | -  | 75 | 11 | 50 | 24 | 5  | 75 | 0  | 240   |
| 4  | Fabiana Luperini    | Edil Savino               | -  | -  | 11 | 75 | -  | -  | -  | 50 | -  | 136   |
| 5  | Debby Mansveld      | Vlaanden - T Interim      | -  | -  | 0  | -  | 0  | 35 | 27 | -  | 50 | 112   |
| 6  | Heidi Van de Vijver | Vlaanden - T Interim      | -  | -  | 24 | 24 | 9  | 18 | 11 | 5  | 10 | 101   |
| 7  | Zinaida Stahurskaia | Gas Sport Team            | 8  | 35 | 30 | 18 | -  | -  | -  | -  | -  | 91    |
| 8  | Petra Rossner       | Saturn Cycling Team       | -  | -  | -  | 0  | -  | 75 | 0  | 11 | 0  | 86    |
| 9  | Judith Arndt        | Red Bull Frankfurt        | -  | -  | -  | 10 | -  | -  | 0  | 0  | 75 | 85    |
| 10 | Edita Pučinskaitė   | Alfa Lum - RSM            | -  | -  | 15 | 30 | -  | -  | -  | 35 | -  | 80    |